# Funduq al-Nejjarin

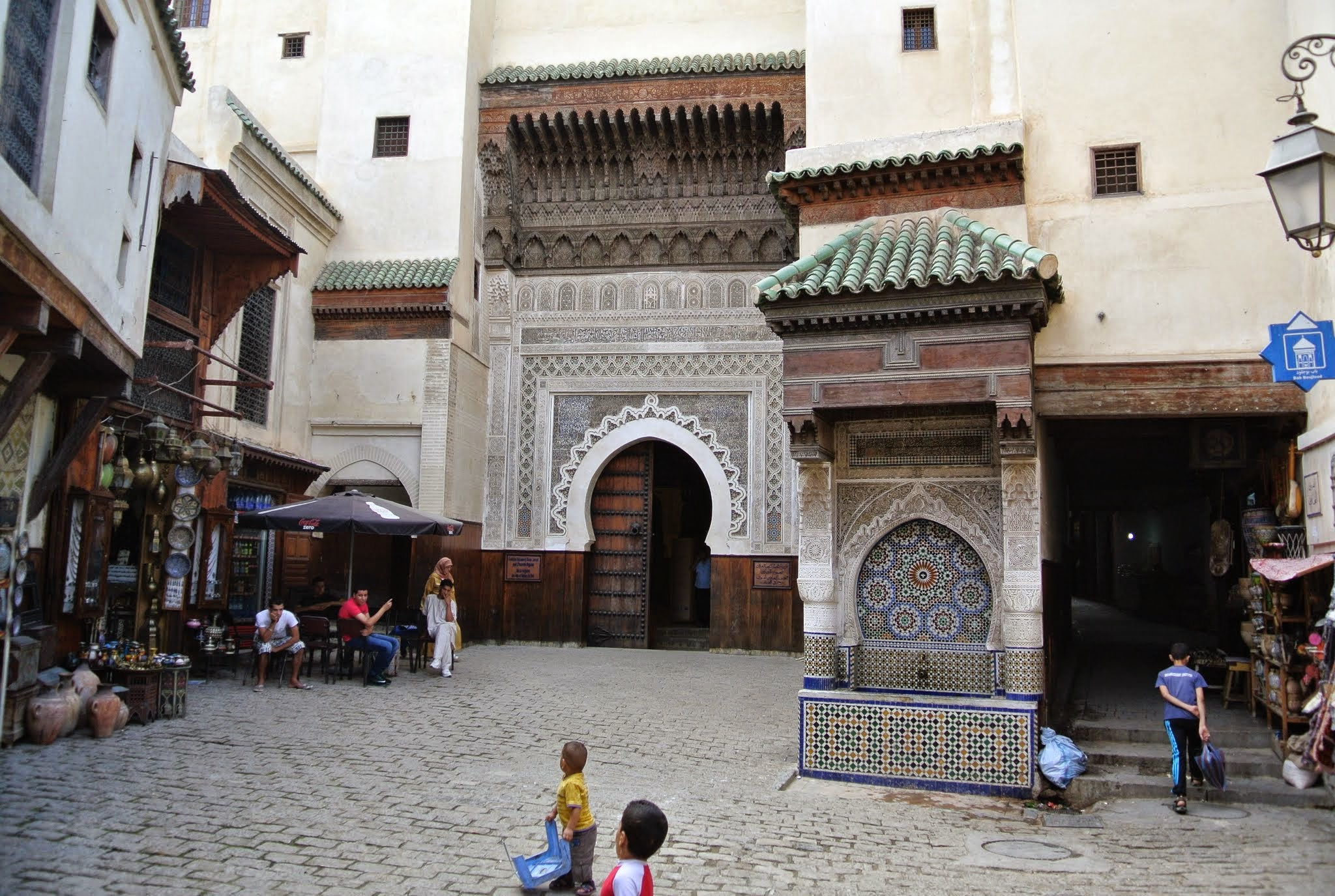
Fès, Place Nejjarin – Brunnen und Portal des Funduq

Der Funduq al-Nejjarin (arabisch فندق النجارين, DMG Funduq an-Naǧǧārīn) im Zentrum der Medina von Fès el-Bali ist eins der wenigen erhaltenen bzw. restaurierten Gebäude seiner Art in ganz Marokko. Als Teil der Medina von Fès gehört er seit 1981 zum UNESCO-Welterbe. Heute beherbergt er ein Museum, das sich mit den traditionellen Arten der Holzbearbeitung beschäftigt (Musée Nejjarine des Arts et Métiers du Bois).

## Lage
Der Funduq liegt inmitten des Gewirrs der Altstadt-Gassen an der kleinen Place Nejjarin, d. h. in der Nähe der Medersa Attarine bzw. der Kairaouine-Moschee. Etwa 100 m entfernt liegt der im selben Jahr fertiggestellte und in den Jahren 2013 bis 2017 restaurierte Funduq Sagha. Durch seine Lage war der Funduq zwar nicht leicht erreichbar, doch bedeutete dies gleichzeitig auch einen Schutz vor Diebstahl. Die über weite Strecken mit Kamelen transportierten Waren wurden in den Außenbereichen der Stadt auf Esel umgeladen, die sie zu den innerstädtischen Funduqs brachten.

## Geschichte

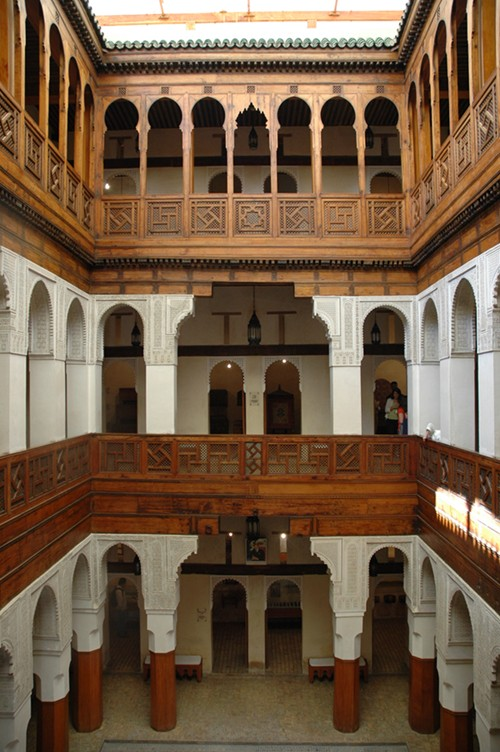
Innenhof des Funduq

Der Funduq wurde zu Beginn des 18. Jahrhunderts von einem Beamten des damals regierenden Alawiden-Sultans Mulai Ismail erbaut und diente lange Zeit als Lager und Handelsplatz für kostbare Waren wie Seiden- und Baumwollstoffe, Teppiche etc. Darüber hinaus befanden sich auch Werkstätten in den oberen Stockwerken des Gebäudes. Eine grundlegende Restaurierung des Bauwerks erfolgte in den 1990er Jahren.

## Architektur
Abgesehen von seiner imposanten Tor-Fassade, die durchaus eine Moschee oder eine Medersa zieren könnte, orientiert sich der Funduq al-Nejjarin in seiner Bauweise an den für die städtische Architektur von Fès typischen Wohn- und Geschäftshäusern, von denen die meisten inzwischen zu Hotels (riads), Restaurants, Geschäften, Werkstätten etc. umgebaut worden sind. Um einen zwei- oder dreigeschossigen, nach oben offenen Innenhof gruppieren sich die Gebäudeteile, deren Räume nur über den Innenhof belichtet und belüftet werden. Die Fassaden bestehen zumeist aus Gipsstuck, der im oberen Teil durch das Eindrücken von Modeln oder nachträgliches Auskratzen ornamentiert ist. Als Architrave bzw. als Balkonbrüstungen wurden reich beschnitzte Hölzer aus Atlas-Zedern eingesetzt, die dem Bau – ähnlich wie in der Medersa Attarine – ein überaus repräsentatives Gesamtbild verleihen.